# Euphrosine cirrataepropinqua
Euphrosine cirrataepropinqua är en ringmaskart som beskrevs av Amoureux 1982. Euphrosine cirrataepropinqua ingår i släktet Euphrosine och familjen Euphrosinidae. Inga underarter finns listade i Catalogue of Life.